# ليزا ويليس
ليزا ويليس (بالإنجليزية: Lisa Willis)‏ مواليد 13 يونيو 1984 في لونغ بيتش، هي لاعبة كرة سلة أمريكية سابقة أصبحت مدربة. بدأت مسيرتها الاحترافية في سنة 2006. تم اختيارها من قبل فريق لوس أنجلوس سباركس خلال الدرافت. اعتزلت اللعب في 2010.

## المسيرة الاحترافية
لعبت مع لوس أنجلوس سباركس في موسم 2006–2007، ثم لعبت مع نيويورك ليبرتي في موسم 2007–2008، ثم لعبت مع ساكرامنتو موناركس في سنة 2009.

## روابط خارجية
- ليزا ويليس على موقع الاتحاد الوطني لكرة السلة النسائية (الإنجليزية)
- ليزا ويليس على موقع كرة السلة الأوروبية.كوم (الإنجليزية)
- ليزا ويليس على موقع كلية كرة السلة في سبورتس رفرنس.كوم (الإنجليزية)
- ليزا ويليس على موقع بروبوليرز (الإنجليزية)
- ليزا ويليس على موقع سبورتس رفرنس (الإنجليزية)